# Гіппократ (тиран Гели)
Гіппократ — тиран міста Гела на Сицилії з 498 по 491 роки до н. е.

## Біографічні відомості
Володарював після загибелі свого брата — Клеандра. Враховуючи досвід попередника, Гіппократ оточив себе гвардією та намагався встановити дружні стосунки з олігархією. Для цього він поставив на чолі вершників Гелона, сина Діномена.
Гіппократ проводив загарбницьку політику на острові. Почав із захоплення кількох сікульких поселень. Після цього ще більше просунувся на північ Сицилії. Він підкорив собі міста Калліполіс та Наксос, потім Занклу та Леонтіну, Катану. У 492—491 роках до н. е. Гіппократ розпочав війну проти Сиракуз. У вирішальній битві на річці Гелор він розбив супротивників та розпочав облогу Сиракуз. За посередництва Коринфа та Керкіри Гіппократ уклав з режимом сиракузьких землевласників (геоморів) угоду, згідно з якою отримав область Камаріни.
Крім цього, він розширив скарбницю Гели в Олімпії та надав їй нові подарунки. При ньому почалося карбування монет у Леонтінах. Тут Гіппократ посадив залежного від себе тирана Енесідема, сина Патека, з роду Емменидів. У Занклі Гіппократ посадив тирана Скіфа з Косу.
У 494 році до н. е. група самосців, які втекли з острова від тирана Аякса та персів, за порадою тирана Регія Анаксилая атакували Занклу й захопили її. Відвоювати Занклу Гіппократ не зміг. Тоді він знову звернув свою увагу на сікульські міста, зокрема Ергетіон та Гібли. Перше місто гелойці захопили, а при спробі оволодіти Гіблами Гіппократ загинув.

## Нащадки
Гіппократ мав синів — Евкліда й Клеандра.